# غونتر هيرمان (لاعب كرة قدم)
غونتر هيرمان (بالألمانية: Günter Herrmann)‏ هو لاعب كرة قدم ألماني، ولد في 1 سبتمبر 1939 في ترير في ألمانيا. شارك مع منتخب ألمانيا لكرة القدم. أما مع النوادي، فقد لعب مع شالكه 04 ونادي سيون ونادي كارلسروه.

## مسيرته الكروية
لعب غونتر هيرمان خلال مسيرته الاحترافية مع 4 أندية في تسعة عشر موسمًا وسجل خلالها 53 هدفًا ضمن 330 مباراة. حيث فاز في موسم واحد بالكأس ولم يفز بأي دوري.
خاض غونتر هيرمان مسيرته مع اينتراخت ترير 05 ‏ في موسم 1956–57 ولمدة موسمين، لم يشارك في أي مباراة ولم يسجل أي هدف. ثم انتقل إلى نادي كارلسروه في موسم 1958–59 في المرة الأولى ليلعب معه خمسة مواسم ثم في موسم 1967–68 لمدة موسم واحد، حيث شارك طوالها في 139 مباراة سجل خلالها 24 هدفًا. لينتقل بعدها إلى نادي شالكه 04 في موسم 1963–64 ليلعب معه أربعة مواسم، مشاركًا في 110 مباراة سجل خلالها 22 هدفًا. ثم انتقل إلى نادي سيون في موسم 1968–69 ليلعب معه سبعة مواسم، مشاركًا في 81 مباراة سجل خلالها 7 أهداف.

## وصلات خارجية
- غونتر هيرمان (لاعب كرة قدم) على موقع الاتحاد الدولي (مؤرشف)  (الإنجليزية)
- غونتر هيرمان (لاعب كرة قدم) على موقع قاعدة بيانات كرة القدم.إي يو (الإنجليزية)
- غونتر هيرمان (لاعب كرة قدم) على موقع بيانات كرة القدم. دي إي (الألمانية)
- غونتر هيرمان (لاعب كرة قدم) على موقع ناشيونال فوتبول تيمز (الإنجليزية)
- غونتر هيرمان (لاعب كرة قدم) على موقع عالم كرة القدم.نت (الإنجليزية)